# Уроп (деревня)
Уро́п — деревня в Беловском районе Кемеровской области. Входит в состав Старопестеревского сельского поселения.

## География
Центральная часть населённого пункта расположена на высоте 218 м над уровнем моря.

## Население
| 2010 |
| ---- |
| 329  |

### Половой состав
По данным Всероссийской переписи населения 2010 года, в деревне Уроп проживало 329 человек (165 мужчин, 164 женщины).

## Известные уроженцы
- Макаров, Михаил Андреевич (1923—2002) — советский военнослужащий, старшина, Герой Советского Союза.